# 露絲·福勞爾
露絲·福勞爾 (原文：Ruth Flowers，1940年3月29日 – 2014年5月27日) 又稱為 「Mamy Rock」, 英國 DJ。

## 個人生活
福勞爾在一個音樂世家中長大，父親是一位男高音，兄弟們會鋼琴家、小提琴手、男高音、貝斯手，妹妹則會鋼琴與風琴。福勞爾第一次參與音樂劇是司職歌唱的工作。
後來，福勞爾與丈夫、兒子及孫子舉家遷至葡萄牙定居十年，在丈夫去世後，她回到了英格蘭居住。平時從事攝影娛樂，但她總認為生命中有些空洞，並認為年齡並不是放棄挑戰任何事物的理由，因此在高齡57歲時完成了柏林馬拉松大賽。
有次福勞爾在幫孫子富蘭克林過生日時，活潑且充滿活力的氣氛喚起了深藏已久的青春，她對她孫子開玩笑她也能成為一個DJ，數天後他的這個想法並非玩笑話。之後參與了一位法國唱片商的音樂，並藉此訓練刷碟技術，與創造形象，並發展自己的獨特風格。
她的首支單曲「Still Rocking」於2010年7月5日推出 ，最後一支單曲「Kissy Kissy」於2014年4月7日推出。
2014年5月26日露絲·福勞爾的官方網站與Facebook粉絲專頁宣布，福勞爾已於2014年5月26日去世。

## 單曲
- Still Rocking (2010)
- 69 (2012)
- Kissy Kissy (2014)

## 外部連結
- www.mamyrock.com （页面存档备份，存于）